# Pinelema mulunensis
Espèce
Pinelema mulunensis est une espèce d'araignées aranéomorphes de la famille des Telemidae.

## Distribution
Cette espèce est endémique du Guangxi en Chine,. Elle se rencontre dans le xian de Huanjiang dans une grotte.

## Description
Le mâle holotype mesure 1,35 mm et la femelle paratype 1,37 mm.

## Étymologie
Son nom d'espèce, composé de mulun et du suffixe latin -ensis, « qui vit dans, qui habite », lui a été donné en référence au lieu de sa découverte, la réserve naturelle nationale de Mulun.

## Publication originale
- Chen, Liang, Yin, Xu & Wei, 2021 : « Pinelema mulunensis sp. nov. and Stedocys vittiformis sp. nov., two new species from southern China (Arachnida: Araneae). » Acta Arachnologica Sinica, vol. 30, no 1, p. 9-19.